# Beth Orton
Beth Orton (* jako Elizabeth Caroline Orton; 14. prosince 1970 East Dereham, Norfolk, Anglie) je britská písničkářka. V devadesátých letech spolupracovala s Williamem Orbitem a skupinou The Chemical Brothers. Své první album s názvem SuperPinkyMandy vydala v roce 1993; její zatím poslední album Weather Alive vyšlo v září 2022.
V roce 2013 přispěla písní „Bamboo (River Come Down)“ na album Son of Rogues Gallery: Pirate Ballads, Sea Songs & Chanteys. Roku 2015 nazpívala duet se zpěvákem Markem Laneganem. Šlo o píseň „Your Kisses Burn“, kterou původně v roce 1988 nazpívali Marc Almond a Nico. V září 2023 byl zveřejněn její duet s Skinnym Pelembem v podobě coververze písně „Who by Fire“ od Leonarda Cohena. Již roku 2005 se účastnila koncertní pocty Cohenovi, při níž zazpívala píseň „Sisters of Mercy“, která byla později uvedena ve filmu Leonard Cohen: I'm Your Man.
V roce 2015 hrála ve filmu Světelný rok.

## Diskografie
Studiová alba
- SuperPinkyMandy (1993)
- Trailer Park (1996)
- Central Reservation (1999)
- Daybreaker (2002)
- Comfort of Strangers (2006)
- Sugaring Season (2012)
- Kidsticks (2016)
- Weather Alive (2022)

Kompilace
- The Other Side of Daybreak (2003)
- Pass in Time: The Definitive Collection (2003)

EP
- Best Bit (1997)
- Concrete Sky (2002)

Singly
- „Don't Wanna Know 'Bout Evil“ (1992)
- „I Wish I Never Saw the Sunshine“ (1997)
- „She Cries Your Name“ (1996)
- „Touch Me with Your Love“ (1997)
- „Someone's Daughter“ (1997)
- „Stolen Car“ (1999)
- „Central Reservation“ (1999)
- „Anywhere“ (2002)
- „Thinking About Tomorrow“ (2003)
- „Conceived“ (2005)
- „Shopping Trolley“ (2006)
- „Heart of Soul“ (2006)
- „Something More Beautiful“ (2012)
- „Magpie“ (2012)
- „Call Me the Breeze“ (2012)
- „Moon“ (2016)
- „I Never Asked to Be Your Mountain“ (2018) – s The Chemical Brothers